# Dinangourou
Dinangourou är ett departement i Mali.   Det ligger i kretsen Koro Cercle och regionen Mopti, i den centrala delen av landet, 700 km öster om huvudstaden Bamako.